# Hi-Lo Country
A Hi-Lo Country (eredeti cím: The Hi-Lo Country) 1998-ban bemutatott amerikai westernfilm, melyet Stephen Frears rendezett. A főbb szerepekben Billy Crudup, Penélope Cruz, Woody Harrelson, Cole Hauser, Sam Elliott, Patricia Arquette, Enrique Castillo és Katy Jurado látható.

## Cselekmény
Big Boy (Woody Harrelson) és Pete (Billy Crudup) a szabad cowboyok hagyományait követve, marhapásztorkodásba kezd. Pete összeomlik, mikor hazatér a háborúból és megtudja, hogy régi szerelme, Mona (Patricia Arquette) férjhez ment régi versenytársuk, Ed Love egyik emberéhez. Ráadásul rájön, hogy Mona viszonyt folytat legjobb barátjával, Big Boy-jal.

## Szereplők
| Színész           | Szerep                    | Magyar hang     |
| ----------------- | ------------------------- | --------------- |
| Billy Crudup      | Pete Calder               | Weil Róbert     |
| Woody Harrelson   | Big Boy Matson            | Stohl András    |
| Patricia Arquette | Mona Birk                 | Németh Borbála  |
| Penélope Cruz     | Josepha O'Neil            | Zsigmond Tamara |
| Cole Hauser       | Little Boy Matson         | Albert Gábor    |
| Sam Elliott       | Jim Ed Love               | Fülöp Zsigmond  |
| James Gammon      | Hoover Young              | Gruber Hugó     |
| Enrique Castillo  | Levi Gomez                | Orosz István    |
| Katy Jurado       | Meesa, mexikói boszorkány | Bokor Ildikó    |
| Darren Burrows    | Billy Harte               | Markovics Tamás |
| Jacob Vargas      | Delfino Mondragon         | Csőre Gábor     |
| Robert Knott      | Jack Couffer              |                 |
| John Diehl        | Les Birk                  | Csuha Lajos     |
| Bob Tallman       | önmaga                    |                 |
| Lane Smith        | Steve Shaw                | Verebély Iván   |
| Rosaleen Linehan  | Mrs. Matson               | Bókai Mária     |
| Rose Maddox       | Big Boy nagymamája        | Várnagy Katalin |
| Leon Rausch       | énekes                    |                 |
| Don Walser        | énekes                    |                 |
| Marty Stuart      | énekes                    |                 |
| Chris O'Connell   | énekes                    |                 |
| Connie Smith      | énekes                    |                 |

## Díjak és jelölések
- Berlini Nemzetközi Filmfesztivál
  - 1999 díj: Ezüst Medve díj a legjobb rendezőnek – Stephen Frears
  - 1999 jelölés: Arany Medve – Stephen Frears